# 회색배연필꼬리나무쥐
회색배연필꼬리나무쥐(Chiropodomys muroides)는 쥐과에 속하는 설치류의 일종이다. 나무 위에서 생활하는 수상성 설치류로 보르네오섬의 토착종이다. 키나발루 산(말레이시아 사바주)과 칼리만탄(인도네시아) 북부 롱 페탁 지역에서 발견된다. 현재 알려진 분포 지역보다 더 널리 분포하는 것으로 추정된다. 자연 서식지는 산지 열대 숲이다. 서식지 감소로 위협을 받고 있다.